# Rhinoderma rufum
Espèce
Synonymes
- Heminectes rufus Philippi, 1902

Statut de conservation UICN

 CR (Possibly Extinct) D : 
En danger critique
Rhinoderma rufum est une espèce d'amphibiens de la famille des Rhinodermatidae. 

## Répartition et habitat
Cette espèce est endémique du Chili. Elle se rencontre de Curicó dans la province de Curicó à Ramadillas dans la province d'Arauco. On la trouve du niveau de la mer jusqu'à 500 m d'altitude. Elle vit sur la litière de feuilles des forêts tempérées mixtes.

## Publication originale
- Philippi, 1902 : Suplemento a los batracios Chilenos descritos en la Historia Fisica y Politica de Chile de don Claudio Gay, p. 1-161.